# Жильбер, Жан
Жан Жильбе́р (фр. Jean Gilbert, настоящая фамилия: Макс Ви́нтерфельд (нем. Max Winterfeld), 11 февраля 1879 — 20 декабря 1942) — немецкий композитор и дирижёр. Представитель берлинской школы оперетты, один из самых успешных композиторов оперетты первых десятилетий XX века. Отдельные номера из оперетт Жильбера получили большую популярность и исполняются до сих пор.

## Биография
Родился в Гамбурге в семье еврея-коммерсанта Давида Винтерфельда. Многие члены семьи, как со стороны отца, так и со стороны матери, были певцами, актёрами или музыкантами. Среди его предков были канторы еврейской общины.
Родственники поощряли интерес мальчика к музыке. Он посещал уроки композиции у Филиппа Шарвенки в Берлине, учился в консерваториях в Зондерсхаузене и Веймаре . После первых публичных выступлений в качестве пианиста-виртуоза 18-летний юноша увлёкся театром и получил назначение капельмейстером в Бремерхафене. Вскоре после этого он перешел в театр Карла Шульце в Гамбурге и в возрасте 20 лет сменил Лео Фалля на посту музыкального руководителя театра «Centralhalle». В 1899 году Макс женился на дочери гамбургского купца Розе Вагнер, тогда же прошёл военную службу.
Первая оперетта Макса Винтерфельда называлась «Девичья ручка» (Das Jungfernstift, 1901 год), сюжет её развивался во Франции. Для привлечения публики Винтерфельд указал на афишах вымышленного французского автора Жана Жильбера. Оперетта имела успех, и этот псевдоним закрепился с ним до конца жизни (за исключением периода Первой мировой войны). Далее Жильбер продолжал работать капельмейстером в берлинском театре «Аполлон» на Фридрихштрассе, где ставил оперетты создателя берлинской школы оперетты Пауля Линке. В 1908 году Жильбер переехал в Дюссельдорф и снова занялся сочинительством, а также  совершил большое турне по Германии, Италии, Франции и Скандинавии в качестве концертного дирижера.  Вернувшись в Берлин в 1910 году, он написал более 50 популярных оперетт. Его наиболее известной работой была «Целомудренная Сюзанна» (Die keusche Susanne,1910), которая имела успех во Франции, Испании, Латинской Америке; в Великобритании оперетта шла под названием «Девушка в такси». Произведения Жильбера наполнены танцевальными ритмами, особенно маршами, он использовал также танго, вальс, кейкуок.
Будучи евреем, Жильбер был вынужден покинуть Германию после захвата власти нацистами в январе 1933 года. Он использовал венскую премьеру своей последней оперетты «Дама с радугой» как предлог, чтобы получить разрешение на выезд. В апреле 1933 года он пересёк границу на арендованном лимузине со своими сыновьями Генри и Робертом. Его вторая жена Герда Штелик, бывшая танцовщица, последовала за ним поездом с тремя дочерьми. Поскольку в Вене не было перспектив, а его накопления в Германии были конфискованы, в 1936 году он принял должность капельмейстера в испанской Барселоне.
В Испании он также активно занимался киномузыкой (в частности, на съёмках фильма своего друга Антонио Вивеса «Doña Francisquita“») и установил свои первые контакты в Аргентине. Но суматоха гражданской войны загнала его в 1937 году в Париж, где шла экранизация его «Целомудренной Сюзанны». После года лишений он попытал счастья в Лондоне. Тем временем, в ноябре 1938 года, он был исключен из Музыкальной палаты Рейха. В 1939 году Жильбер переселился в Аргентину, где работал в Буэнос-Айресе руководителем оркестра на  радио «El Mundo». Его радиоспектакли, проходившие трижды в выходные, дали большой толчок развитию жанра оперетты в Аргентине. За фильм «Бойфренды для девушек» (Novios para las muchachas) Академия кинематографических искусств и наук Аргентины наградила его премией «Академический Кондор» за лучший оригинальный саундтрек 1941 года.
Годы странствий основательно подорвали здоровье композитора, и в 1942 году он умер в Буэнос-Айресе от инсульта.

## Семья
Дядя Жильбера со стороны матери, Бернхард Дессау, был концертмейстером Королевского прусского придворного оркестра. Сын дяди, двоюродный брат Жильбера Пауль Дессау, работал композитором и дирижёром.
Старший сын Жана Жильбера, Роберт Жильбер (1899—1978), был композитором, ему также принадлежит авторство либретто оперетты Ральфа Бенацки «Im weißen Rößl» и немецких переводов либретто американских мюзиклов. Младший сын Генри Винтерфельд (1901–1990) стал известным немецко-американским детским писателем.

## Память
В память о композиторе в 1948 году названа одна из улиц в Гамбурге-Альтоне (Gilbertstraße).
Наиболее известными номерами с музыкой Жильбера являются «Пупсик» и дуэт «Знаю я одно прелестное местечко», который в России нередко добавляют в оперетту Штрауса «Летучая мышь». Популярность «Пупсика» в первой половине XX века была феноменальной, эту мелодию, по воспоминаниям современников, в России охотно играли или насвистывали все, вплоть до Дмитрия Шостаковича и Константина Станиславского. А театр-кабаре «Летучая мышь», возникший при МХАТе, взял в 1913 году «Пупсика» в качестве гимна театра.

## Избранные работы
- Das Jungfernstift, 1901, Hamburg
- Polnische Wirtschaft, 1909, Cottbus
- Die keusche Susanne, 1910, Magdeburg[10]
- Das Autoliebchen, 1912, Berlin

Популярный номер: Ja, das haben die Mädchen so gerne
- Puppchen, 1912, Berlin

Популярный номер: Puppchen, du bist mein Augenstern
- Die Kino-Königin, 1913[11]
- Die Frau im Hermelin, 1919, Berlin
- Katja, die Tänzerin, 1923, Vienna[12]
- Das Weib in Purpur, 1923, Vienna
- Annemarie, 1925, Berlin
- Yvonne, 1926, London (with Vernon Duke)
- Hotel Stadt Lemberg, 1929, Hamburg
- Die Dame mit dem Regenbogen, 1933.

## Избранная фильмография
- Один час счастья (Eine Stunde Glück, 1931)
- Девушка и парень (La fille et le garçon, 1931)
- Два сердца и один удар (Zwei Herzen und ein Schlag, 1932)